# 티폰

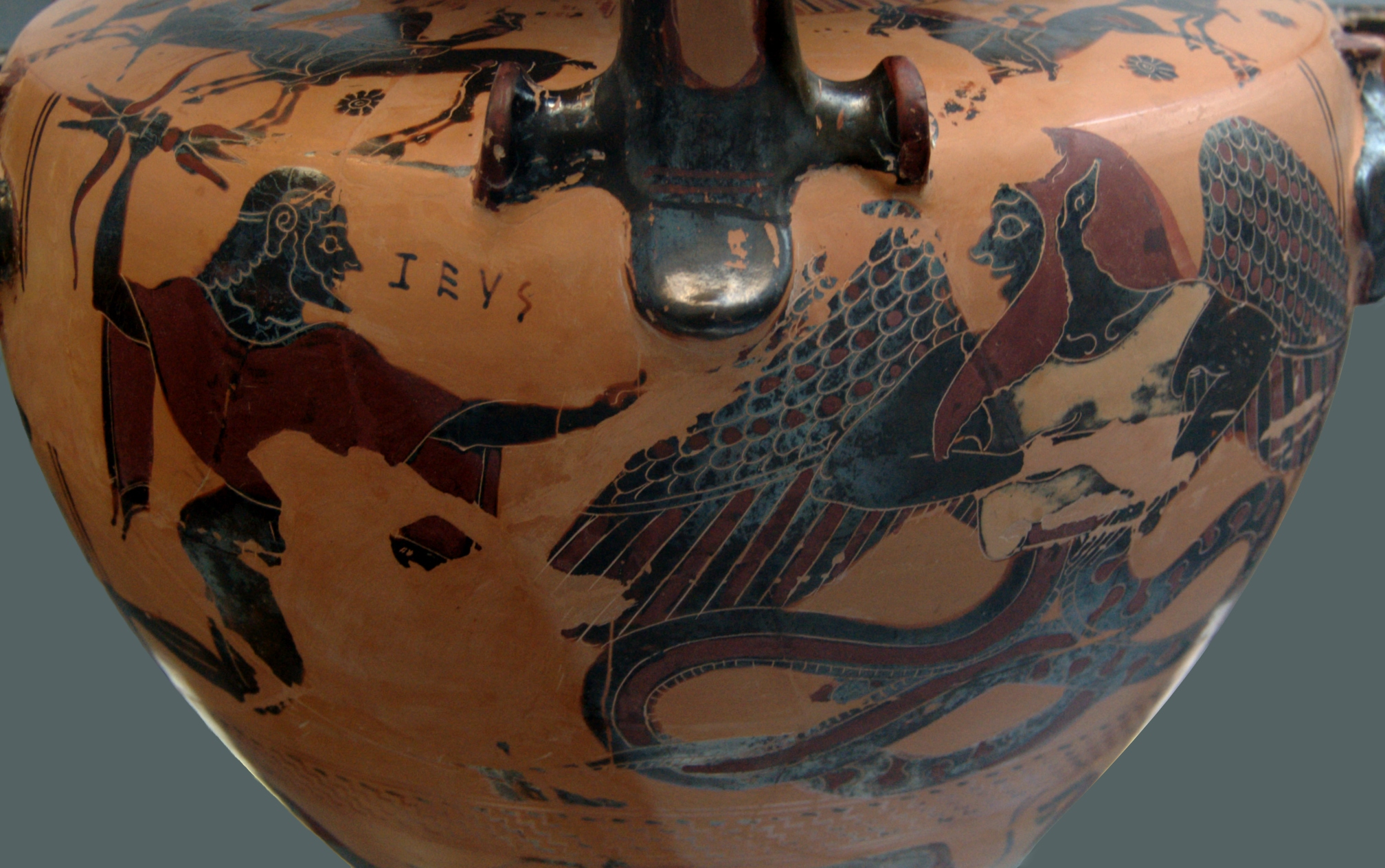
제우스와 티폰

티폰(그리스어: Τυφών)은 그리스 신화에 등장하는 가장 강하고 무서우며, 엄청나게 거대한 거인이다. 영어의 태풍(Typhoon)의 어원이기도 하다.
머리에서 허벅지까지가 인간이었지만, 사람의 머리 대신에 눈에서 번갯불과 불꽃을 내뿜을 수 있는 100개의 용의 머리가 돋아나 있었고, 두 개의 대퇴부에서 밑으로는 똬리를 튼 거대한 뱀의 모습을 지니고 있다. 온 몸을 뒤덮고 있는 깃털과 날개는 항상 그 자신이 일으키는 격렬한 폭풍 때문에 휘날리고 있다. 그의 어깨는 하늘에 닿고, 100개의 머리는 우주에 있는 별을 스치며, 두 팔을 벌리면 세계의 동쪽과 서쪽의 끝까지 닿는다고 한다. 그가 날개를 펼치면 태양빛이 비춰지지 않아 세계가 어둠에 잠식된다고 한다. 또한 산과 땅을 찢고 하늘을 가를 정도로 힘이 세고, 그가 불을 뿜으면 그 어떤것도 흔적이 남지 않았다. 아무리 신들이라 해도 이런 티폰을 감히 당해낼 이가 없었다 한다. 티폰이 한번 지나간 자리에는 나무들이 부러지고 흙이 파헤쳐지고 파괴되며 그 어떤 것들이라도 소멸되버리거나 혹은 불타버려서 그림자조차 남지 않을 정도라고 한다.
대지의 여신 가이아는 제우스가 크로노스를 물리치고 신들의 지배자 자리에 오르자 이에 분노하여 크로노스의 원수를 갚기 위해 그녀의 또 다른 배우자인 타르타로스와 관계를 맺어 그녀의 마지막 자식인 티폰을 낳았다. 티폰은 가이아의 아들이라는 가설이 좀 더 확실하다. 일설에서 티폰은 제우스가 바람을 피운 것에 복수하기 위해 헤라가 크로노스로부터 받은 알에서 태어나 델포이의 큰 뱀 파이톤에 의해 키워졌다고도 한다.
어느 쪽이든 티폰은 무럭무럭 커 가면서 힘이 생기자 제우스를 물리치기 위해 올림포스 산으로 진군하였다. 그에 두려워한 올림포스 신들은 전부 이집트로 도망갔으나, 그 자리를 지킨 아테네의 비웃음에 참을 수 없던 제우스는 다시 올림포스로 돌아왔다. 그러나 티폰의 힘에 굴복한 제우스는 그에게 힘줄을 잘려
아무힘도 쓸 수 없었다. 그러나 헤르메스와 판 이 그의 힘줄을 동굴에서 찾아 돌려준 뒤 티폰의 머리를 번갯불로 맞추어, 곧바로 에트나 산을 던져 가둬버렸다. 에트나산이 분화할 때면 티폰이 움직이기 시작한 거라고 사람들은 믿었다.

## 대중문화
- RPG 게임 타이탄 퀘스트의 최종보스로 등장하며 확장팩 타이탄 퀘스트: 불멸의 왕좌에서도 하데스의 궁전을 지키는 언데드 버전으로 등장한다.